# 天野雅敏
天野 雅敏（あまの まさとし、1948年 - ）は、日本の経済学者、歴史学者。神戸大学大学院経済学研究科教授・岡山商科大学経営学部商学科教授などを歴任。専門は近代日本経済史。学位は、経済学博士（神戸大学・1988年）。
経営学者の天野倫文（元東京大学准教授）は子。

## 略歴
和歌山大学経済学部卒業。神戸大学大学院経済学研究科修士課程修了。同博士課程単位修得退学。
東京都立商科短期大学講師、助教授、愛媛大学法文学部助教授、教授、神戸大学経済学部教授、神戸大学大学院経済学研究科教授を経て、岡山商科大学経営学部商学科教授を務めた。

## 著書

### 単書
- 『阿波藍経済史研究　近代移行期の産業と経済発展』（吉川弘文館、1986年）
- 『戦前日豪貿易史の研究　兼松商店と三井物産を中心にして』（勁草書房、2011年）

### 共編
- （安岡重明）『近世的経営の展開』<日本経営史1>（岩波書店、1995年）
- （井川一宏）『兼松資料目録　神戸大学経済経営研究所所蔵』（神戸大学経済経営研究所附属経営分析文献センター、1999年）
- （林玲子）『東と西の醤油史』（吉川弘文館、1999年）
- （林玲子）『日本の味醤油の歴史』（吉川弘文館、2005年）
- （安藤精一・高嶋雅明）『近世近代の歴史と社会』（清文堂出版、2009年）

### 訳書
- （重富公生・小瀬一・北原聡）E・L・ジョーンズ『経済成長の世界史』（名古屋大学出版会、2007年）

### 刊行史料
- （井川一宏）『兼松商店史料 第2巻』<兼松資料叢書　商店史料2>（神戸大学経済経営研究所、2007年）